# 13 км (зупинний пункт, Куп'янська дирекція Південної залізниці)
13 кілометр — пасажирський залізничний зупинний пункт Куп'янської дирекції Південної залізниці
Розташований неподалік від садового кооперативу «Світанок» Харківський район Харківської області на лінії Безлюдівка — Зелений Колодязь між станціями Тернове (3 км) і Зелений Колодязь (4 км).
Станом на травень 2019 року щодоби одна пара приміського електропоїзду здійснює перевезення за маршрутом Гракове — Харків-Левада.